# Число Лапласа
Число Лапласа (La) — Критерій подібності в  гідродинаміці, що виражає співвідношення між силою  поверхневого натягу та  дисипативними силами.
Число Лапласа визначається таким чином:
{\displaystyle \operatorname {La} \,={\frac {\sigma \,\rho \,L}{\eta ^{2}}}},
де
- {\displaystyle L\,} — характеристична довжина;
- {\displaystyle \sigma \,} — коефіцієнт поверхневого натягу;
- {\displaystyle \rho \,} — густина рідини;
- {\displaystyle \eta \,} — динамічна в'язкість.

Число Лапласа обернене до квадрата числа Онезорге і його можна записати через число Рейнольдса та число Вебера:
{\displaystyle \operatorname {La} \,={\frac {1}{\operatorname {Oh} ^{2}}}\,={\frac {\operatorname {Re} ^{2}}{\operatorname {We} }}}.
Число Лапласа також називають числом Суратмана (Su).
Названо на честь французького математика П'єра-Симона Лапласа.